# Meadowbrook (Alabama)
Meadowbrook – jednostka osadnicza w Stanach Zjednoczonych, w stanie Alabama, w hrabstwie Shelby.